# Carlos Henrique Rodrigues do Nascimento
Pour les articles homonymes, voir Nascimento.
Carlos Henrique Rodrigues do Nascimento, plus connu sous le nom de Olívia, né le 3 février 1974 à Rio de Janeiro, dans l'État de Rio de Janeiro, au Brésil, est un ancien joueur brésilien de basket-ball. Il évolue durant sa carrière au poste de pivot.

## Palmarès
- Finaliste du championnat du monde des 22 ans et moins 1993
- 3e du championnat des Amériques 1997